# Cabinet (Queensland)
Pour les articles homonymes, voir Cabinet.
Le cabinet du Queensland est l'organe politique du Gouvernement du Queensland.

## Composition
Le cabinet a la même composition que le Conseil exécutif du Queensland : le Premier ministre et les ministres (dont le vice-premier ministre et l'avocat général). Les ministres assistants, anciennement appelé secrétaire parlementaire, n'en sont pas membres.

## Fonctions
Contrairement au Conseil exécutif, qui est un mécanisme de conseil du gouverneur, le Cabinet se réunit sans le Gouverneur et est responsable de la formulation et de la coordination des politiques. Le Conseil exécutif est chargé de faire exécuter les décisions du Cabinet. Les ministres sont collectivement responsables des décisions du cabinet, donc si un ministre ne soutien pas une décision, il est censé présenter sa démission.

## Réunions
Les réunions du Cabinet se tiennent généralement à 10 heures du matin les lundis dans la Cabinet Room de l'Executive Building. Le Premier ministre (ou le vice-Premier ministre en cas d'absence) préside les réunions et en établi l'agenda. Tous les membres sont supposés être présent à moins que le Premier ministre ne les excuse.